# Godega di Sant'Urbano
Godega di Sant'Urbano é uma comuna italiana da região do Vêneto, província de Treviso, com cerca de 5.954 habitantes. Estende-se por uma área de 24 km², tendo uma densidade populacional de 248 hab/km². Faz fronteira com Codognè, Colle Umberto, Cordignano, Gaiarine, Orsago, San Fior.

## Demografia
| Variação demográfica do município entre 1861 e 2011                               |
|                                                                                   |
| Fonte: Istituto Nazionale di Statistica (ISTAT) - Elaboração gráfica da Wikipedia |